# Estreito de Foveaux

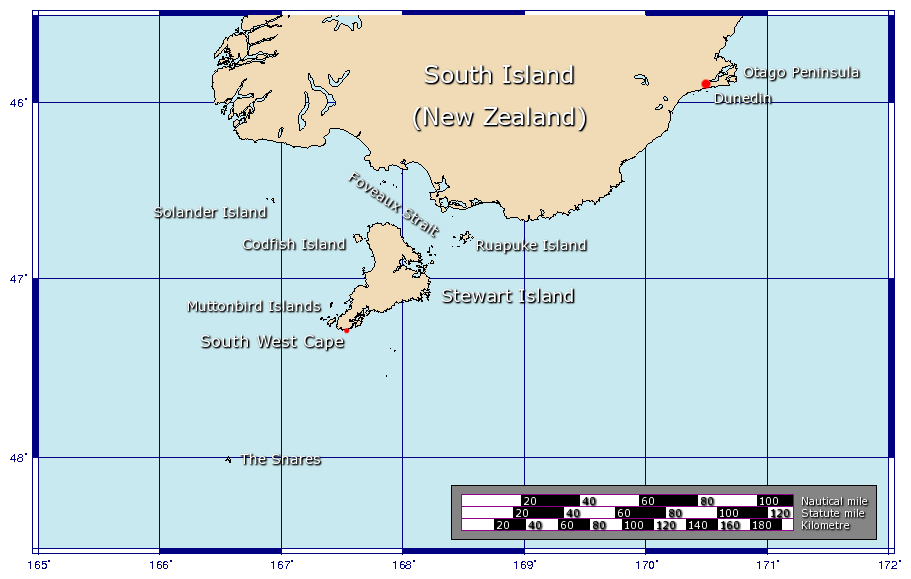
Mapa da região

O Estreito de Foveaux é um estreito entre a ilha Sul e as ilhas Stewart/Rakiura e Ruapuke.
O seu descobridor foi Owen Folger Smith em 1804 e recebeu o nome em homenagem a Joseph Foveaux que era Tenente-Governador da Nova Gales do Sul à época. Tem cerca de 130 km de comprimento e entre 14 e 50 km de largura. Tem geralmente mal encrespado.

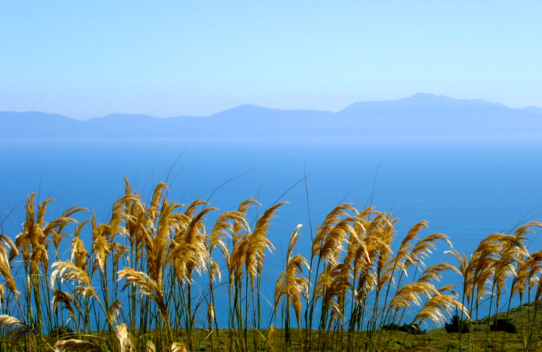
Rakiura e o estreito de Foveaux vistos de Bluff Hill.